# Famoso por uma noite
Famoso Por Uma Noite foi um programa produzido pela RedeTV! dentro da programação de inverno da emissora. Foi exibido no dia 26 de julho de 2003 às 23h00 e teve apresentação da Fabiana Sabba.

## Formato
A ideia era convocar pessoas para mostrarem seus talentos, e o público escolhia os melhores candidatos, que eram premiados no fim do programa. O show era apresentado ao vivo, direto de Campos do Jordão, no TV Mobile Studio da RedeTV!, que é um caminhão estúdio.